# Klaus Lunze

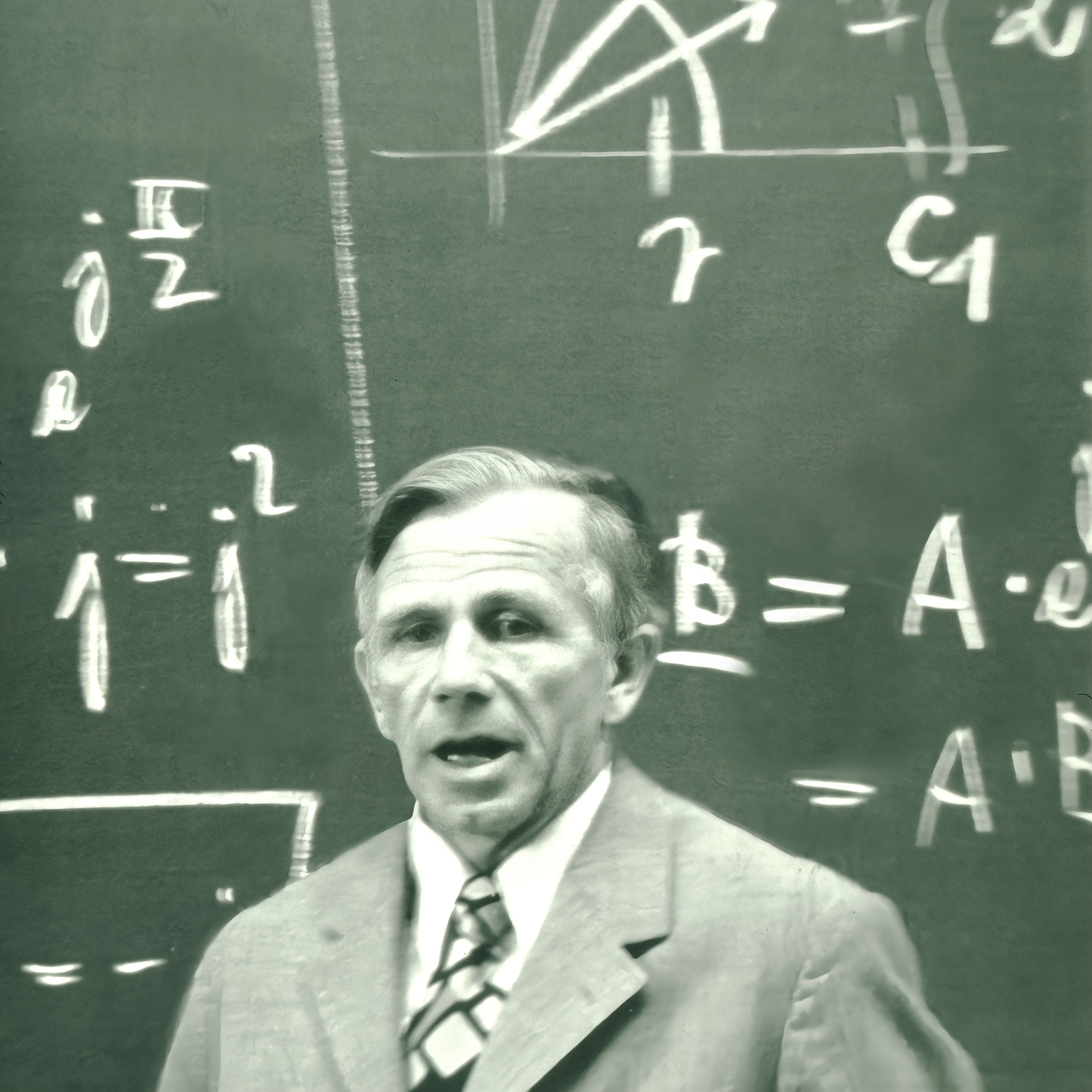
Professor Klaus Lunze während einer Vorlesung 1975

Klaus Günter Lunze (* 18. Januar 1917 in Großschönau; † 19. Januar 2010 in Dresden) war ein deutscher Elektroingenieur und Hochschullehrer. Bekannt geworden ist Lunze unter anderem durch seine Lehrbücher zu den Grundlagen der Elektrotechnik, die in ganz Deutschland über Jahrzehnte hinweg als Standardwerke galten. Von hoher didaktischer Qualität waren auch seine Vorlesungen, die er mit zahlreichen Experimenten zu veranschaulichen pflegte.

## Leben
Klaus Lunze studierte von 1937 bis 1946 – unterbrochen durch den Kriegsdienst von 1939 bis 1945 – Elektrotechnik an der Technischen Hochschule Dresden (seit 1961 Technische Universität). Zu seinen Lehrern zählte unter anderem Heinrich Barkhausen. Im Anschluss an sein Studium, das er als Diplomingenieur abschloss, wurde Lunze 1946 Assistent und 1951 Oberassistent bei Heinz Schönfeld. Nachdem Schönfeld 1952 in die Bundesrepublik geflüchtet war, übernahm Lunze 1952 dessen Lehraufgaben. Im selben Jahr erfolgte seine Promotion zum Doktoringenieur. Ab 1953 übernahm Lunze eine Professur mit Lehrauftrag für Allgemeine Elektrotechnik an der TH Dresden. 1959 folgte seine Habilitation zum Dr.-Ing. habil.

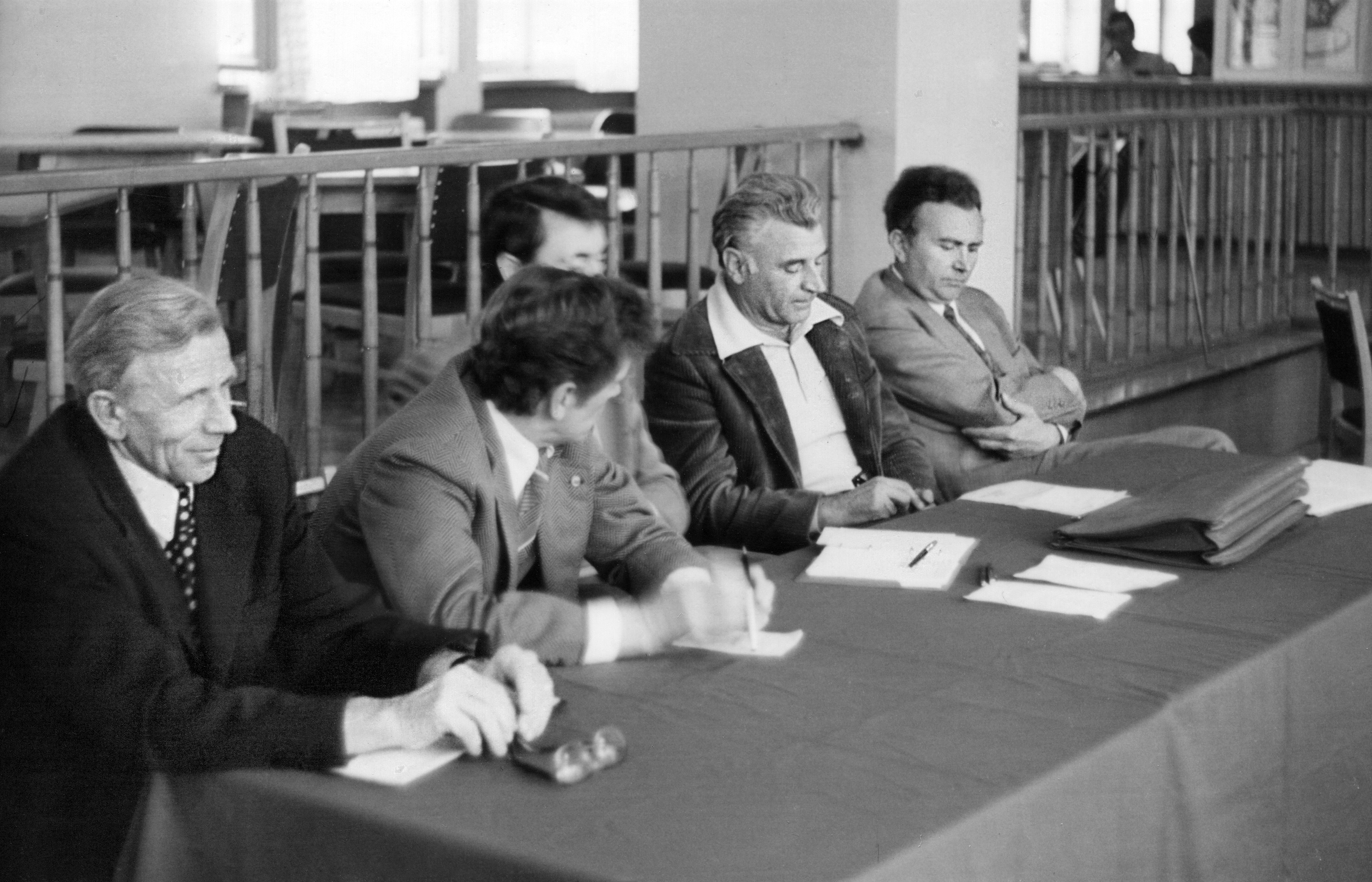
Professor Lunze (links) bei einem Podiumsgespräch am 8. Juni 1977

Im Jahr 1960 wurde Lunze Professor mit Lehrauftrag und von 1964 bis 1966 zudem Dekan der Fakultät Elektrotechnik. Als Nachfolger von Georg Mierdel wurde Lunze 1966 Professor mit Lehrstuhl und von 1969 bis zu seiner Emeritierung 1982 ordentlicher Professor für Allgemeine Elektrotechnik und Leiter des Institutes für Allgemeine Elektrotechnik, heute Institut für Grundlagen der Elektrotechnik und Elektronik (IEE).

## Werke (Auswahl)
- Einführung in die Elektrotechnik. Lehrbuch für Elektrotechnik als Hauptfach. 13., durchgesehene Auflage. Verlag Technik, Berlin 1991, ISBN 3-341-00980-9 (320 S.).
- Einführung in die Elektrotechnik. Arbeitsbuch. 7., stark bearbeitete Auflage. Verlag Technik, Berlin 1991, ISBN 3-341-00846-2 (344 S.).
- Theorie der Wechselstromschaltungen. Lehrbuch. 8., durchgesehene Auflage. Verlag Technik, Berlin 1991, ISBN 3-341-00984-1 (272 S.).
- Berechnung elektrischer Stromkreise. Arbeitsbuch. 15., durchgesehene Auflage. Verlag Technik, Berlin 1990, ISBN 3-341-00843-8 (308 S.).